# Néstor Raúl Gorosito
Néstor Raúl Gorosito (San Fernando, Argentina, 14 d'abril de 1964) és un futbolista argentí retirat que disputà dinou partits amb la selecció de l'Argentina.